# Аризема белоснежнейшая
Аризе́ма белосне́жнейшая (лат. Arisaéma candidissimum) — многолетнее травянистое клубневое растение, вид рода Аризема (Arisaema) семейства Ароидные (Araceae).

## Ботаническое описание
Раздельнополые клубневые многолетние травянистые растения.
Клубень сжато-шаровидный, 3—5 см в диаметре.

### Листья
Катафиллов три или четыре, розовато-коричневого цвета, изредка с беловатыми крапинками, 5—24 см длиной, 4—5 см шириной, чешуйчатые, тупые на вершине, свёрнутые, охватывающие ложный стебель.
Лист один. Черешок зелёный, 15—35 см длиной, в основании формирующий ложный стебель, около 1,2 см в диаметре, гладкий. Листовая пластинка состоит из трёх листочков, толщины бумаги; листочки сидячие, овальные или почти круглые, округлённые или острые на вершине; центральный листочек 6—8 см длиной, 7—9 см шириной в период цветения и значительно более расширенный позже, коротко-клиновидный в основании; боковые листочки немного наклонные, 5—6 см длиной, 4—8 см шириной.

### Соцветия и цветки
Соцветие появляется раньше листьев. Покрывало бледно-зелёное или белое с зелёными или фиолетовыми продольными полосками; трубка цилиндрическая, 3—4 см длиной и около 2 см в диаметре, с загнутыми краями; свободная часть покрывала от овальной до овально-ланцетовидной, 5—6 см длиной, 3—4 см шириной, вершина с хвостовидным образованием 2—3 см длиной.
Початок однополый. Женская зона продолговатая, около 2 см длиной и 1 см шириной; завязь зелёная, овальная; рыльце полусидячее, закруглённое; мужская зона цилиндрическая, 1,6—2 см длиной, 3—4 мм в диаметре; синандрий состоит из двух или трёх пыльников; теки жёлтые, полушаровидные, вскрываются верхушечными порами. Придаток полувертикальный или вертикальный, белый или бледно-зелёный, воронкообразный, полуцилиндрический, 3—4,5 см длиной, 2—5 мм шириной, голый, суженный к основанию, от полусидячего до сидящего на ножке, от острого до тупого на вершине.

## Распространение
Встречается в Китае (от Юго-Восточного Тибета до юго-западной части провинции Сычуань и северо-западной части провинции Юньнань).
Растёт в дубовых лесах, лесных долинах, на высоте от 2200 до 3300 м над уровнем моря.